# Napoleó travessant els Alps
|  | No s'ha de confondre amb Bonaparte travessant els Alps. |

Napoleó travessant els Alps (també conegut com a Napoleó al pas de Sant Bernat i Retrat eqüestre de Bonaparte al mont Saint-Bernard) és el títol de cinc versions d'un retrat eqüestre pintat a l'oli sobre llenç de Napoleó Bonaparte pintats per l'artista francès Jacques-Louis David entre 1801 i 1805. Inicialment encarregats per l'ambaixador espanyol a França, l'obra mostra una versió fortament idealitzada d'un fet històric, el pas del coll conegut com a col du Grand-Saint Bernard per part de Napoleó l'any 1800, fet que va comportar l'inici de la intervenció francesa contra les forces de la Segona Coalició.
David va pintar cinc versions d'aquest retrat. La primera fou un encàrrec de Carles IV com a mostra d'entesa entre el regne d'Espanya i la república francesa; mentre que les tres versions següents foren encarregades pel mateix Napoleó amb voluntat propagandística i són, de fet, els primers retrats oficials de Napoleó, que foren instal·lats al château de Saint-Cloud, a la biblioteca d'Els Invàlids i al palau de la República Cisalpina. L'última versió del retrat no té comitent i fou conservada pel pintor fins a la seva mort. Aquesta pintura va esdevenir un arquetip de la pintura de propaganda, i va influenciar artistes com Antoine-Jean Gros o Théodore Géricault.
Les cinc versions es conserven per separat. Actualment es troben al Château de Malmaison, al Charlottenburg de Berlín, al Palau de Versalles (dues, per bé que una d'elles recentment ha estat prestada al Museu de Louvre d'Abu Dhabi) i al Palau Belvedere de Viena.

## Diferències entre versions
La primera versió (la conservada a Malmaison) presenta a Napoleó amb un rostre d'aparença jovenívola, vestit amb un abric de color groc ataronjat i duent un guant brodat. El cavall té el pelatge clapat i porta els arreus complets, amb brida completa i muserola, i amb la sobrecingla de color roig fosc. L'oficial en segon terme que branda un sabre és ocultat per la cua del cavall.
L'exemplar de Charlottenburg porta un abric de color vermellós, i el cavall és  alatzà, duu brida simple sense muserola, i la sobrecingla és de color gris blavós. El paisatge està marcat per la neu, i els trets de Napoleó són més envellits. A més, la pintura està signada L. DAVID L'AN IX.
A la primera versió de Versailles, el cavall és gris tord i presenta els mateixos arreus que la versió de Carlottenburg, per bé que la sobrecingla és de color blau. Els brodats del guant de Napoleó són més senzills i el guant deixa entreveure la bocamànica, de la mateixa manera que l'oficial en segon terme és completament visible. L'obra no està signada; mentre que la segona versió de Versailles no està datada però sí signada amb la inscripció L. DAVID, el cavall té el pelatge clapat i duu brida completa sense muserola, amb la sobrecingla de color roig. Pel que fa a la vestimenta de Napoleó, l'abric és de color roig ataronjat, el coll negre, el brodat del guant tot just es veu i la bufanda és de color blau clar. Per la seva banda, l'oficial en segon terme torna a estar ocult per la cua del cavall.

Versió de Malmaison. Cavall clapat.
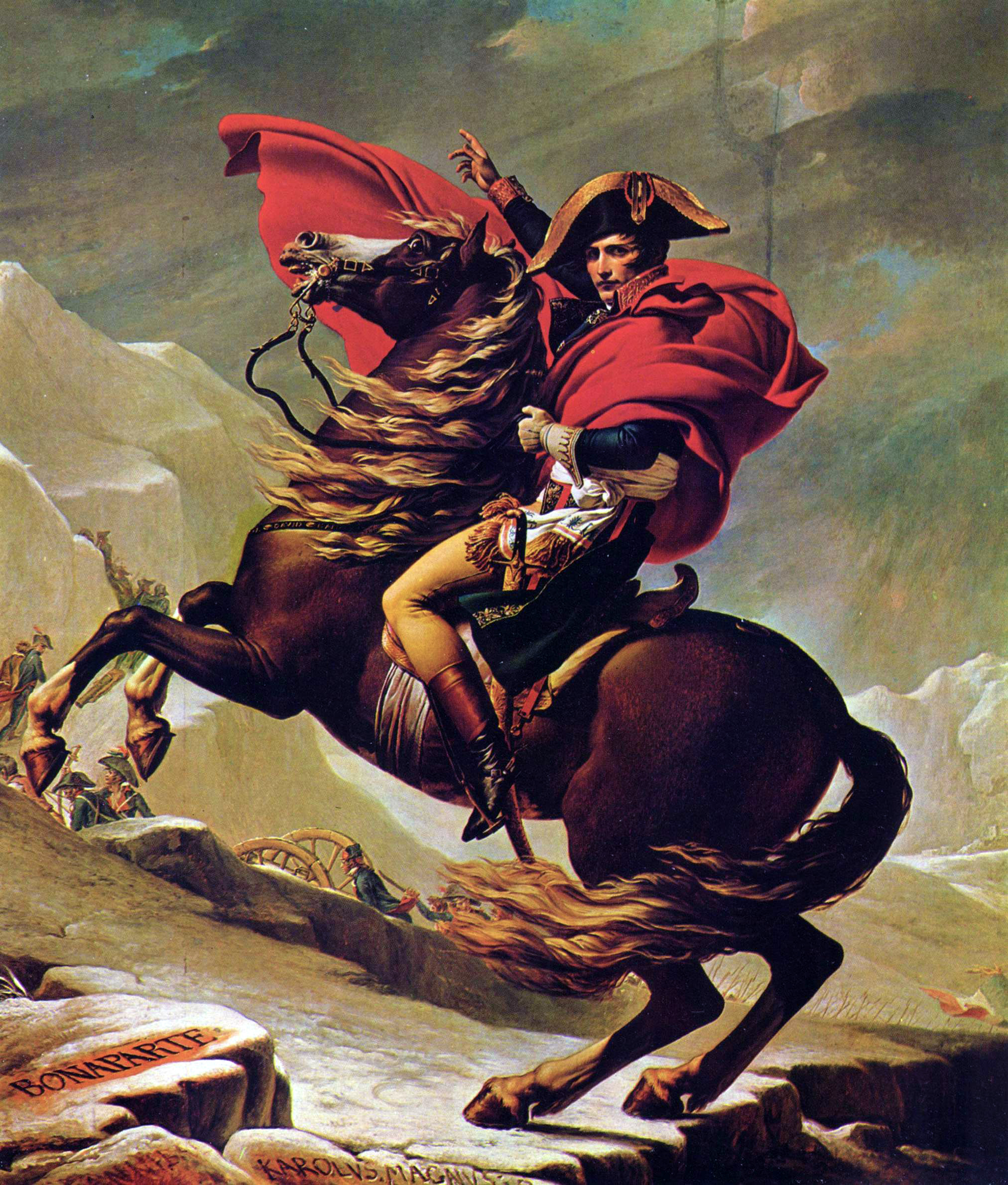
Versió de Charlottenburg. Cavall alatzà.
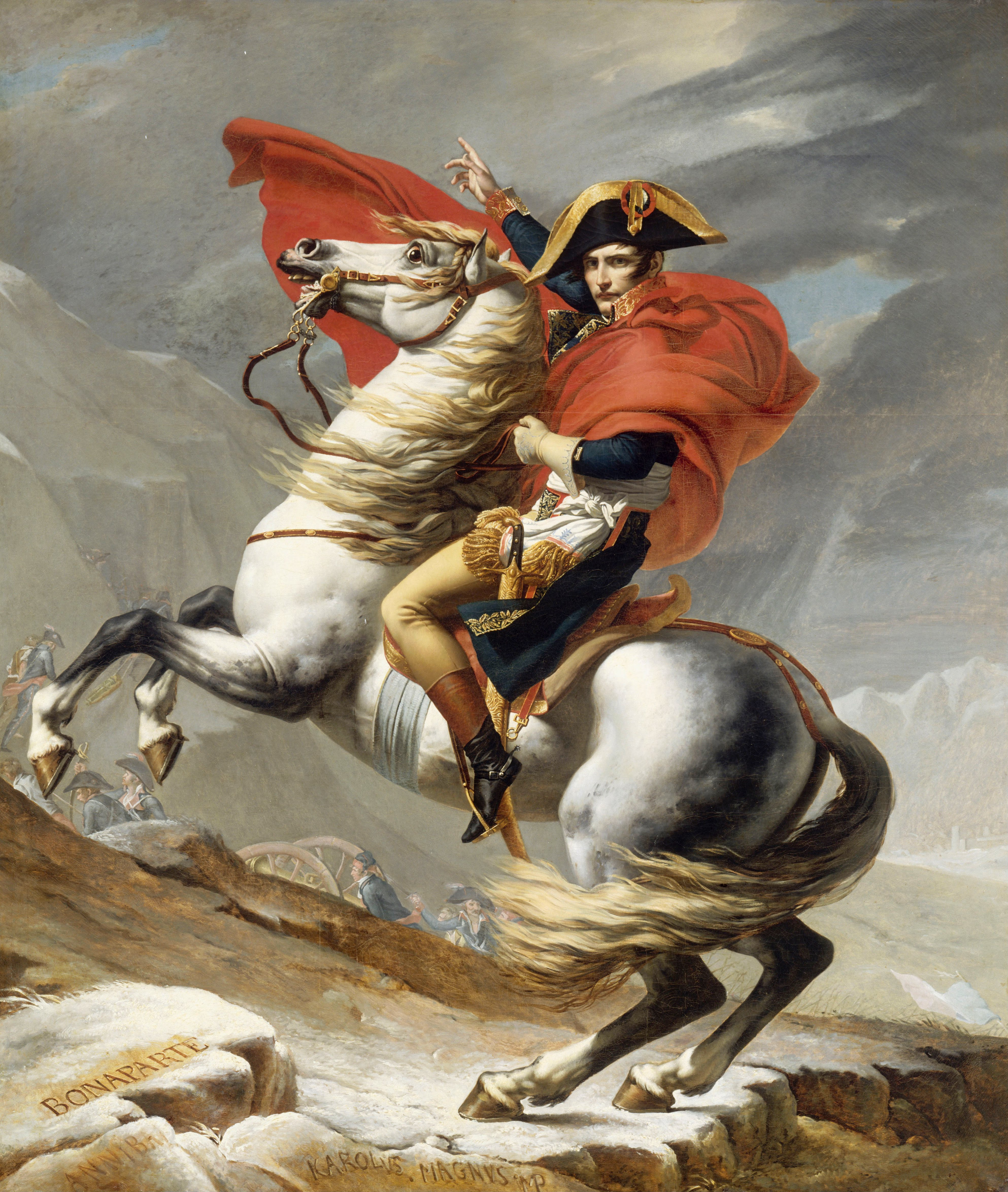
Primera versió de Versailles. Cavall tord rodat, gris rodat o liart rodat.
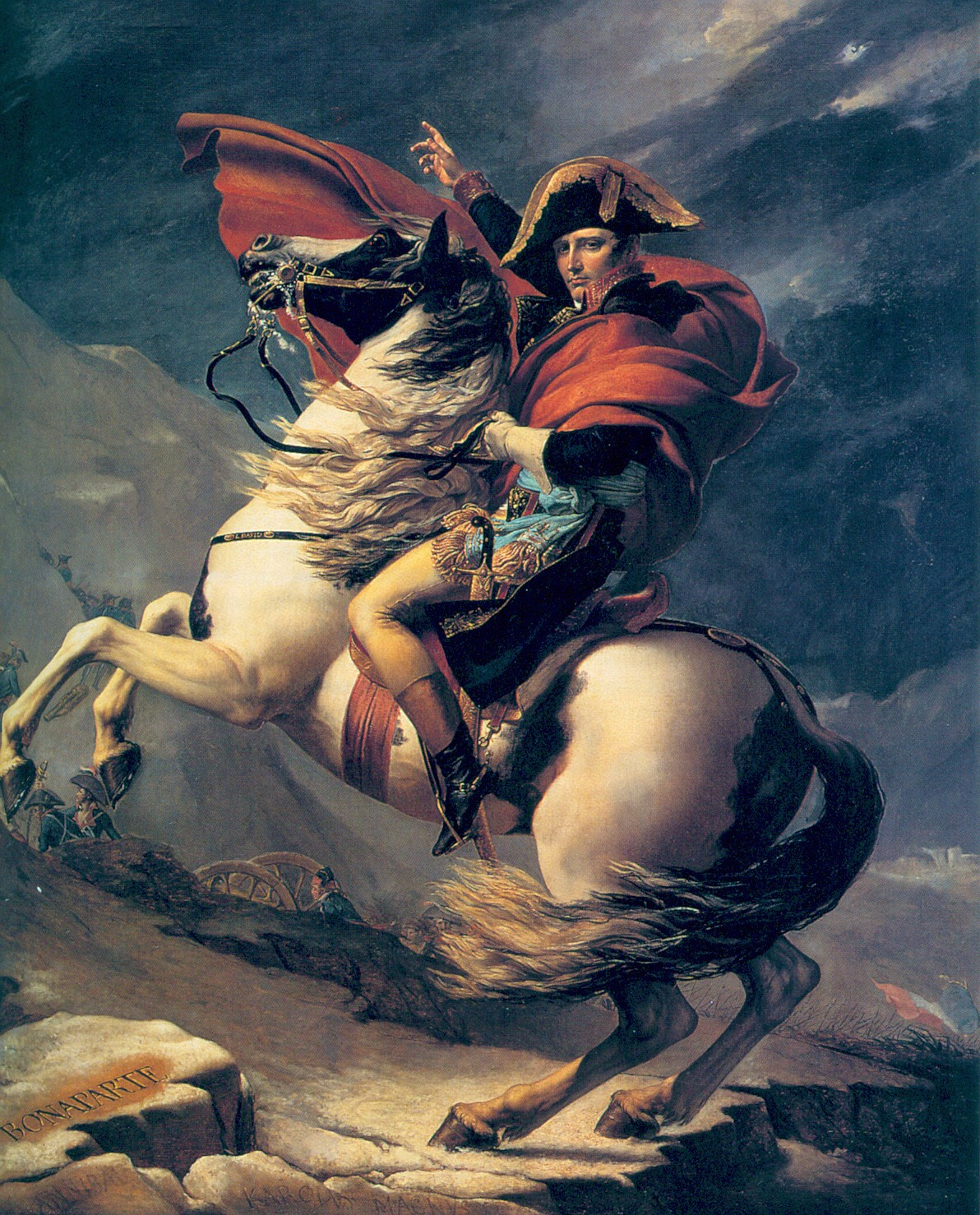
Segona versió de Versailles. Cavall clapat.
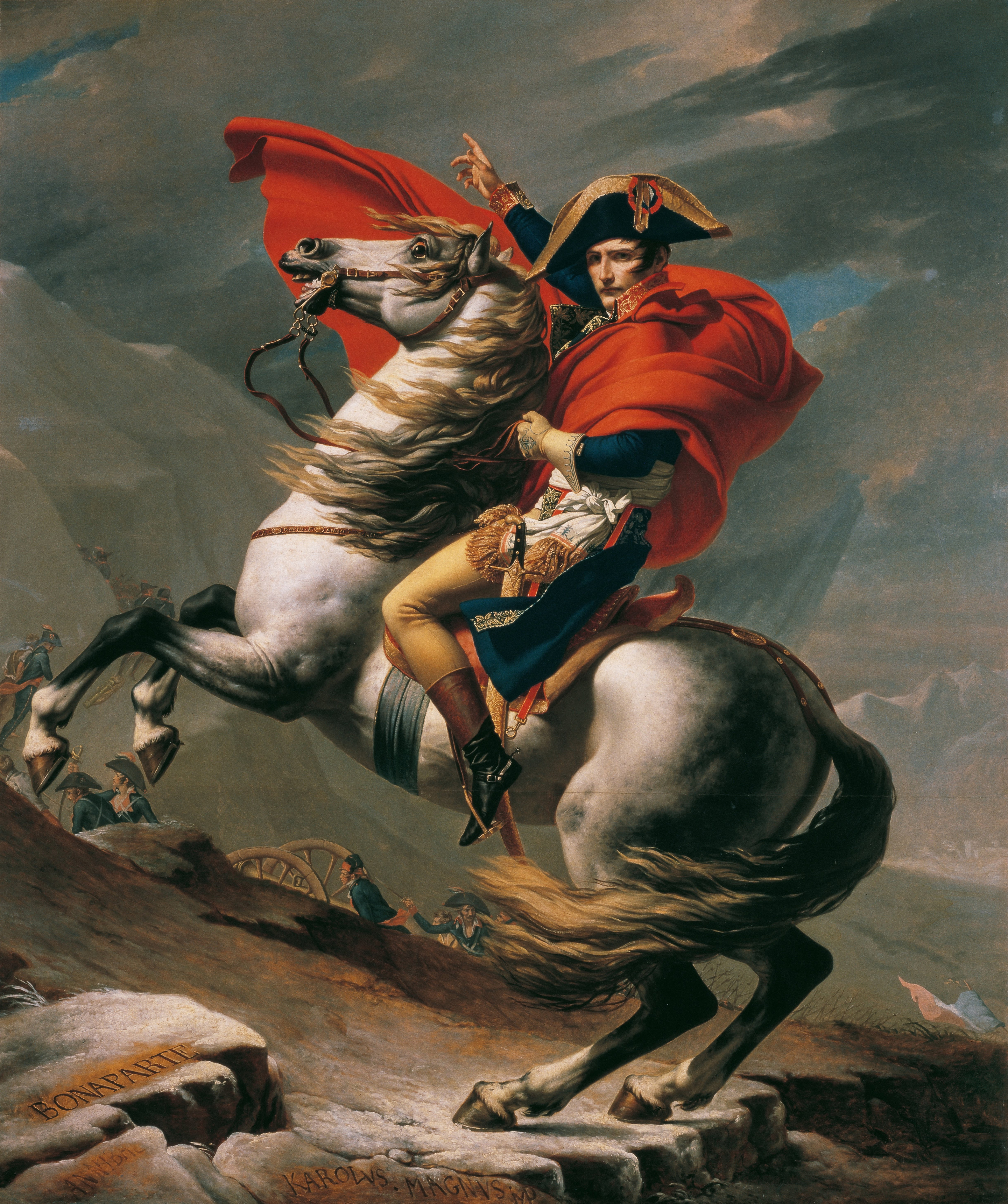
Versió del Belvedere. Cavall  liart rodat, gris rodat o tord rodat.

## Història de l'obra

### Realització

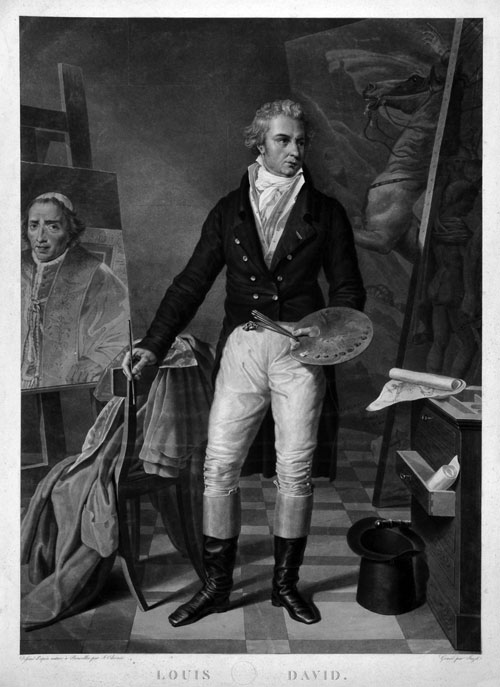

Es coneixen pocs esbossos i estudis preparatoris d'aquesta obra. Antoine-Jean Gros, deixeble de David, tenia un esbós a l'oli d'un cavall encabritat que podria correspondre a un estudi de l'obra. Les llibretes d'apunts de David tenen alguns esbossos amb idees primerenques sobre l'actitud del genet.
David fou ajudat per Jérôme-Martin Langlois i Georges Rouget (dos dels seus deixebles) en la realització de les diverses versions de l'obra. Langlois va treballar a les dues primeres versions, principalment en el modelat dels cavalls; mentre que Rouget va fer una còpia de l'obra pels Invàlids. A més, David va haver d'elaborar el retrat de Napoleó a partir d'un bust, i va haver de recórrer al seu fill per prendre referències de la postura, car no va aconseguir que Napoleó mateix fos el model de l'obra. No obstant això, va poder disposar de l'uniforme i el capell que Napoleó va portar durant la batalla de Marengo, posats en un maniquí de fusta. Pel que fa als cavalls, dos cavalls de Napoleó foren emprats com a model: "la Belle", egua castanya representada a la versió de Charlottenburg, i "Marengo", el cavall  gris que apareix a les pintures de Versailles i Viena. Pel paisatge, David es va inspirar en els gravats del Voyage pittoresque de la Suisse.
David va necessitar quatre mesos (del setembre de 1800 el gener de 1801) per acabar el primer dels cinc retrats. El febrer d'aquell mateix any va iniciar la primera rèplica, que fou acabada el 25 de maig, quan Napoleó va visitar David al seu taller del Museu del Louvre per tal de finalitzar els detalls del seu rostre.

### Tècnica i composició
Les dues primeres versiones destaquen per haver estat realitzades d'una manera més lliure, i la presència de colors càlids indica una implicació més gran per part de David. A les versions següents, la participació de David va quedar reduïda a algunes parts de l'obra, com el cap de Napoleó o les robes, confiant gairebé la totalitat de l'execució als seus ajudants. Segons Georges Wildenstein, la tercera versió de la pintura va ser completament pintada per Langlois.